# Государственный музей атомных испытаний
Государственный музей атомных испытаний (англ. National Atomic Testing Museum) — научно-исторический музей в городе Лас-Вегас, в штате Невада, США. Филиал Смитсоновского института. Собрания музея включают документированную историю ядерных испытаний на Невадском испытательном полигоне в пустыне Мохаве в 105 км к северо-западу от города Лас-Вегас.
Музей был открыт в марте 2005 года под названием «Музей атомных испытаний». Управлялся Историческим фондом испытательного полигона в Неваде как некоммерческая организация, освобождённая от налогообложения. Здание музея находится в городе Лас-Вегас к северу от международного аэропорта Гарри Рида и к востоку от Лас-Вегас-Стрип. Финансирование учреждения включало поддержку покупки памятных номерных знаков испытательного полигона в Неваде, выпущенных Департаментом транспортных средств штата Невада.
31 декабря 2011 года президент Барак Обама подписал закон о военных расходах, который включал определение музея как государственного музея, связанного со Смитсоновским институтом. Государственный музей атомных испытаний — один из 37 государственных музеев США.
Собрания музея охватывают период от первого испытания на Невадском испытательном полигоне 27 января 1951 года до настоящего времени. Среди его экспонатов, освещающих историю атомных исследований в США, «Театр Граунд Зиро», который имитирует опыт наблюдения за атмосферным ядерным испытанием, счётчики Гейгера, значки и устройства для проверки радиации, артефакты коренных американцев с испытательного полигона, памятные вещи поп-культуры, связанные с атомным веком, и оборудование, использовавшееся при тестировании устройств. Другие экспозиции посвящены историческим личностям, занимавшимся исследованиями на объекте, видео и интерактивным экспонатам о радиации. В 2012 году музей добавил экспозицию о Зоне 51, которая через два года была расширена.
Метеостанция за пределами Национального музея атомных испытаний записывает данные о погоде в центре Лас-Вегаса. Данные включают температуру, скорость ветра и фоновое гамма-излучение в микрорентгенах в час. Станция является частью сети общественного мониторинга окружающей среды.